# Wegmarken am Hellweg
- Karte mit allen verlinkten Seiten:
- OSM |
- WikiMap

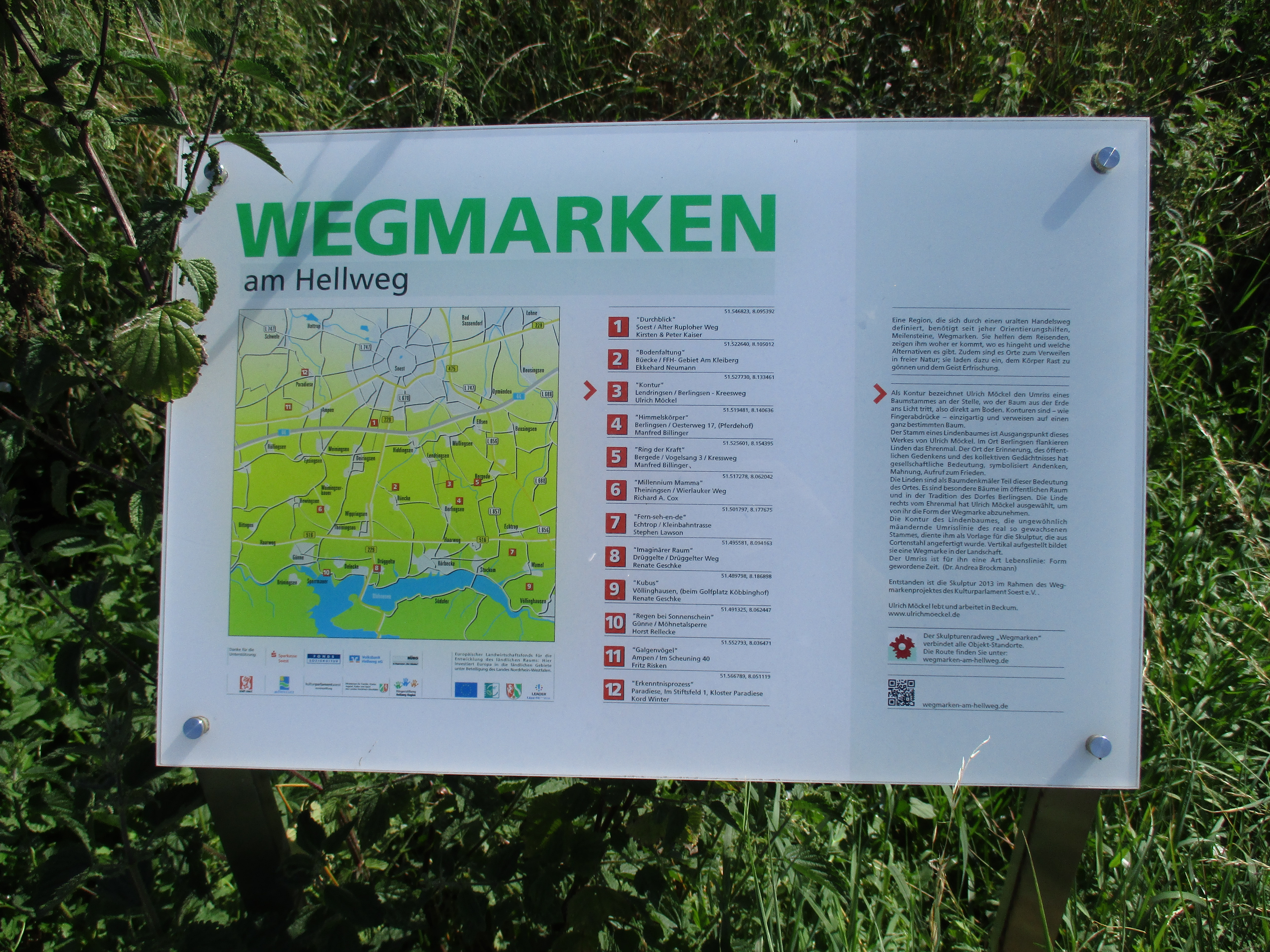
Infotafel „Wegmarken am Hellweg“

Der Skulpturenradweg Wegmarken am Hellweg ist ein ca. 60 km langer Kulturpfad zwischen Soest und der Gemeinde Möhnesee in Nordrhein-Westfalen. Entlang der Strecke befinden sich an 12 geschichtlich oder kulturlandschaftlich interessanten Orten moderne Kunstwerke als Wegmarken. Sie wurden zwischen 1998 und 2013 auf Initiative heimischer Künstler und dem Kulturparlament Soest e. V. aufgestellt. Das Logo des Skulpturenradwegs „Wegmarken am Hellweg“ ist die Skulptur „Kontur“ (Nr. 3) auf weiß-hellgrünem Hintergrund.
Der Rundweg führt größtenteils über Fahrradwege des Radnetzes Kreis Soest und landwirtschaftliche Wirtschaftswege. Er kann an jeden Punkt begonnen werden. Zwischen Meiningsen nach Theiningsen, den Weg von Delecke zur Drüggelter Kapelle, den Abschnitt Wamel nach Völlinghausen und am Kleiberg ist für Auf- und Abfahrt eine gute Grundkondition oder ein E-Bike von Vorteil. Die Route entlang der Haar ist sehr hügelig. 600 Höhenmeter müssen überwunden werden und manche Wege haben bis zu 15 % Steigung. Alternativ kann man den Kulturpfad auch in Teilabschnitten erkunden. Unweit der Skulpturen gibt es Wanderparkplätze und zum Teil auch (Taxi-)Bushaltestellen. Zwischen April und Oktober fahren am Wochenende und an Feiertagen auf bestimmten Strecken Busse mit Fahrradanhängern.

## Wegmarken
| Nr. | Name                                | Standort | Künstler                 | Errichtet   | Beschreibung | Bild                                |
| --- | ----------------------------------- | --- | ------------------------ | ----------- | --- | ----------------------------------- |
| 01  | Durchblick                          | Soest Alter Ruploher Weg, in der Nähe der Autobahnbrücke über die A44 / Autobahnauffahrt 56. Standort | Kirsten und Peter Kaiser | 2013        | Autobahnschild mit einer ausgeschnittenen Gedankenblase durch die man auf den Himmel und die Kulturlandschaft der Soester Börde blicken kann. Unterhalb dieser steht „You see what You know“ (Du siehst was Du kennst), ein Zitat von Frank Stella. Das Kunstwerk befindet sich an einer Sichtachse mit Blick auf die Kirchtürme von Soest. Südlich von Soest befanden sich Grünsandsteinbrüche, in denen das begehrte Baumaterial abgebaut wurde. Heute sind sie zugeschüttet und werden als Ackerflächen genutzt. | Durchblick                          |
| 02  | Bodenfaltung                        | Gemeinde Möhnesee – Büecke FFH-Gebiet Kleiberg an der K32 / Körbecker Str. 24. (BBB – Bed & Breakfast Büecke). Standort | Ekkehard Neumann         | 2013        | Abstrakte Skulptur aus Stahlblech am Wegesrand mit 6 Metern Durchmesser. Am ehemaligen Standortübungsplatz Kleiberg leben halbwilde Koniks, Przewalskipferde und Taurusrinder. Sie halten die Weidelandschaft Kleiberg offen und können mit etwas Glück beobachtet werden. |                                     |
| 03  | Kontur                              | Soest – Lendringsen / Gemeinde Möhnesee – Berlingsen Wegkreuzung Unterer Kreesweg, Neuer Huerweg / Königstraße Standort | Ulrich Möckel            | 2013        | Skulptur aus Cortenstahl, die der Bodenkontur einer alten Linde am Ehrenmal Berlingsen nachempfunden ist. Sie ist das Logo des Skulpturenradwegs „Wegmarken am Hellweg“. Der Kreesweg markiert die Grenze zwischen Soest und der Gemeinde Möhnesee. Lange markierte er auch religiös eine Grenze zwischen dem protestantischen Soest und dem katholischen Kirchenspiel Körbecke im kurkölnischen Herzogtum Westfalen, zu dem Berlingsen als Grenzdorf gehörte. „Krees“ ist die mundartliche Bezeichnung für den (Eis-)Heiligen Pankratius, dem Schutzpatron von Körbecke. Der Kreesweg ist ein alter Prozessionsweg. Am 12. Mai gingen die Körbecker die Grenzen ihres Kirchspiels im Rahmen der Pankratius-Prozession ab. Der Brauch hat sich bis heute erhalten. Entlang der Strecke gibt es viele Wegkreuze und Heiligenhäuschen. | Kontur                              |
| 04  | Himmelskörper                       | Gemeinde Möhnesee – Berlingsen „Islandpferdehof Möhnesee“, Oesterweg 17 Standort Die Skulptur befindet sich auf einem Privatgrundstück und kann nur zu besonderen Anlässen oder nach vorheriger telefonischer Terminvereinbarung besucht werden: 02924 – 87 96 752            | Manfred Billinger        | 1998 – 2001 | 6 Meter hohe Edelstahlsäule mit einem vergoldeten Stahlschnitt, der an ein Ufo erinnert. In 50 m Entfernung sind 2 weitere, kleinere, Skulpturen aus Stein und Stahl. | Himmelskörper                       |
| 05  | Ring der Kraft                      | Gemeinde Möhnesee – Bergede-Vogelsang Wiese auf der Möhneseer Seite von Vogelsang am Kreesweg Standort Die Wiese ist Privatgrundstück, darf aber auf eigene Verantwortung betreten werden, um sich das Kunstwerk anzusehen. Durchgang ist das linke Gatter bei der Infotafel. | Manfred Billinger        | 1999        | Um einen Kreis mit 18 m Durchmesser stehen acht archaisch anmutende Stahlskulpturen. 4 sind aus Cortenstahl und 4 aus Edelstahl. Sie stellen Mann und Frau, Tag und Nacht und Elementarwesen dar. In der Mitte befindet sich eine Feuerstelle. Am Wochenende nach der Sonnenwende und der Tagundnachtgleiche wird sie entzündet und gefeiert. Auch das Fünfhäuserdorf Vogelsang liegt am Kreesweg. Geografisch und Verwaltungstechnisch gehören 3 Hofstellen zu Soest und 2 zur Gemeinde Möhnesee. Das sorgt ein wenig für Chaos: Der Ort hat zwei Vorwahlnummern und zwei Postleitzahlen. Müllabfuhr und Post kommen 2× pro Woche jeweils aus Soest und Möhnesee... | Ring der Kraft                      |
| 06  | Millennium Mamma                    | Gemeinde Möhnesee – Theiningsen Wierlauker Weg 8 Standort | Richard A. Cox           | 2001        | 7 Meter hohe Skulptur bestehend aus einem eckigen, geschuppten, Cortenstahlturm mit Edelstahlflügeln. Der „stählerne Schutzengel“ scheint wie eine Mutter über die Stadt Soest und die Börde zu wachen. Die Skulptur ist Richtung Sonnenaufgang am 20. Juni (Sommersonnenwende) ausgerichtet. |                                     |
| 07  | Fern-seh-en-de                      | Gemeinde Möhnesee – Völlinghausen Kiepenkerlweg, Radweg an der ehemaligen Kleinbahntrasse zwischen Stockum und Echtrop Standort | Stephen Lawson           | 1998 – 2001 | Im Abstand von 75 Metern zueinander blicken drei Figuren aus Grünsandstein ins Möhnetal: ein Fernsehender, ein Entspannter und ein Denker. Von 1899 bis 1960 verkehrten auf der Strecke Soest-Brilon Personenzüge. Die Kleinbahnen wurden „Pengel-Anton“ oder „Kiepenkerl“ genannt. Heute ist die ehemalige Bahntrasse zu einem Radweg ausgebaut. | Fern-seh-en-de                      |
| 08  | Imaginärer Raum                     | Gemeinde Möhnesee – Delecke-Drüggelte Hof Schulte, Kapellenweg 14, Parkplatz bei der Drüggelter Kapelle Standort | Renate Geschke           | 1999        | 3,5 m hohe Cortenstahlskulptur: Vier aufrecht stehende kantige Stahlelemente um einen liegenden Kreis in der Mitte. Die Skulptur nimmt Bezug zur benachbarten Drüggelter Kapelle als spirituellen Kraftort. | Imaginärer Raum                     |
| 09  | Kubus                               | Gemeinde Möhnesee – Wamel Anhöhe am Rande des Golfplatzes Gut Köbbinghof, Triftweg 16 Standort | Renate Geschke           | 2000        | Skulpturengruppe aus 6 Cortenstahlwürfel und 2 gebogenen Cortenstahlplatten auf einer Fläche von 8 × 8 Metern. |                                     |
| 10  | Stahlwolke – Regen bei Sonnenschein | Gemeinde Möhnesee – Günne An der Möhnetalsperre am Möhnesee, Möhnestraße 10 Standort | Horst Rellecke           | 1999        | Wasserspiel in Form einer Wolke aus Edelstahl-Lochblech mit eingebauter Solarwasserpumpe. Scheint die Sonne, fängt es aus der Wolke an zu regnen. Die Skulptur nimmt Bezug auf das wechselhafte Wetter am beliebten Ausflugsziel. Privatwolken tauchen dort plötzlich bei schönsten Wetter auf oder die Sonne kommt raus, obwohl 3 Tage Regenwetter angesagt waren. Der Möhnesee ist immer wieder für eine Überraschung gut… | Stahlwolke – Regen bei Sonnenschein |
| 11  | Galgenvögel                         | Soest – Ampen Feldweg, in der Nähe vom Transportunternehmen Im Scheuning 40 Standort | Fritz Risken             | 2000        | 3 Meter hoher Stahlschnitt aus Cortenstahl und eine freistehende Figur. Die Wegmarke 11 erinnert an die ehemalige Galgenstätte der Stadt Soest am Langen Felde. Engel und Teufel umgeben als Anstifter den Angeklagten. Eine freistehende Figur sieht sich das an. Als der Skulpturenradweg geplant wurde war noch nicht bekannt, dass sich die Galgenstätte 400 Meter weiter westlich, an der Werler Landstraße 273, befand. | Galgenvögel                         |
| 12  | Erkenntnisprozess                   | Soest – Paradiese Im Garten vom Kloster Paradiese, Am Stiftsfeld 1 Standort | Kord Winter              | 1999        | Angebissener Apfel aus Bronze mit einer alten Karte des Ortes Paradiese auf einem Baumstamm. Das Dominikanerinnenkloster Paradiese war in früheren Zeiten ein bedeutender Ort für Bildung und Gesundheit. Nicht nur der „Jäger von Soest“ aus Grimmelshausens Roman „Der abenteuerliche Simplicissimus“ ließ sich dort von den Heiligen Schwestern aufpäppeln, auch für die umliegende Bevölkerung und durchreisende Pilger war der Ort von großer Bedeutung. Heute befindet sich in dem ehemaligen Kloster eine Krebsklinik. Im Garten finden sich weitere moderne Skulpturen, die sich mit dem Thema Genesung und Heilung auseinandersetzen. | Erkenntnisprozess                   |